# Phalanger rothschildi
Phalanger rothschildi é uma espécie de marsupial da família Phalangeridae. Endêmica da Indonésia.